# Centaurea psammogena
Centaurea psammogena là một loài thực vật có hoa trong họ Cúc. Loài này được Gáyer mô tả khoa học đầu tiên năm 1909.